# A Wander, a galaktikus vándor epizódjainak listája
A Wander, a galaktikus vándor epizódjainak listája tartalmazza a Wander, a galaktikus vándor amerikai animációs filmsorozat részeinek felsorolását.

## Évadok
| Évad | Évad        | Epizódok | Eredeti sugárzás    | Eredeti sugárzás   | Magyar sugárzás   | Magyar sugárzás |
| Évad | Évad        | Epizódok | Évadpremier         | Évadfinálé         | Évadpremier       | Évadfinálé      |
| ---- | ----------- | -------- | ------------------- | ------------------ | ----------------- | --------------- |
|      | 1           | 39       | 2013. augusztus 16. | 2014. december 4.  | 2014. március 29. | TBA             |
|      | Rövidfilmek | 11       | 2015. július 20.    | 2015. augusztus 3. | TBA               | TBA             |
|      | 2           | 40       | 2015. augusztus 3.  | 2016. június 27.   | TBA               | TBA             |

## Epizódok

### 1. évad
| #   | Eredeti cím                               | Magyar cím         | Rendezte                     | Írta                                                      | Eredeti premier      | Magyar premier      |
| --- | ----------------------------------------- | ------------------ | ---------------------------- | --------------------------------------------------------- | -------------------- | ------------------- |
| 1.  | The Picnic                                | A piknik           | Eddie Trigueros              | Ben Joseph                                                | 2013. augusztus 16.  | 2014. április 5.    |
| 2.  | The Greatest                              | A legnagyobb       | Dave Thomas Craig McCracken  | Craig McCracken, Ben Joseph                               | 2013. szeptember 13. | 2014. március 29.   |
| 3.  | The Egg                                   | A tojás            | Eddie Trigueros              | Lauren Faust, Craig McCracken                             | 2013. szeptember 13. | 2014. március 29.   |
| 4.  | The Fugitives                             | Szökevények        | Dave Thomas                  | Lauren Faust, Johanna Stein                               | 2013. szeptember 20. | 2014. április 5.    |
| 5.  | The Good Deed                             | A jó cselekedet    | Eddie Trigueros              | Tim McKeon                                                | 2013. szeptember 27. | 2014. április 12.   |
| 6.  | The Pet                                   | A házikedvenc      | Dave Thomas Eddie Trigueros  | Ben Joseph, Greg White                                    | 2013. október 4.     | 2014. április 26.   |
| 7.  | The Prisoner                              | A fogoly           | Dave Thomas                  | Lauren Faust, Greg White                                  | 2013. október 11.    | 2014. április 20.   |
| 8.  | The Bad Guy                               | A rosszfiú         | Eddie Trigueros              | Ben Joseph                                                | 2013. október 18.    | 2014. május 10.     |
| 9.  | The Troll                                 | A troll            | Dave Thomas                  | Lauren Faust, Greg White                                  | 2013. november 1.    | 2014. május 17.     |
| 10. | The Box                                   | A doboz            | Dave Thomas                  | Tim McKeon                                                | 2013. november 15.   | 2014. június 14.    |
| 11. | The Hat                                   | A sapka            | Eddie Trigueros              | Lauren Faust, Johanna Stein                               | 2013. november 22.   | 2014. június 14.    |
| 12. | The Little Guy                            | A kis fickó        | Lauren Faust Craig McCracken | Lauren Faust, Ben Joseph                                  | 2013. december 6.    | 2014. augusztus 16. |
| 13. | The Ball                                  | A labda            | Eddie Trigueros              | Ben Joseph                                                | 2014. január 10.     | 2014. június 21.    |
| 14. | The Bounty                                | A fejvadász        | Dave Thomas                  | Matt Chapman                                              | 2014. január 24.     | 2014. június 21.    |
| 15. | The Hero                                  | A hős              | Dave Thomas                  | Ben Joseph                                                | 2014. március 31.    | 2014. június 28.    |
| 16. | The Birthday Boy                          | A szülinapos       | Eddie Trigueros              | Ben Joseph                                                | 2014. március 31.    | 2014. június 28.    |
| 17. | The Nice Guy                              | A jótét lélek      | Eddie Trigueros              | Ben Joseph                                                | 2014. június 10.     | 2014. augusztus 15. |
| 18. | The Timebomb                              | Az időzitett bomba | Dave Thomas                  | Matt Chapman                                              | 2014. június 10.     | 2014. augusztus 18. |
| 19. | The Tourist                               | A Turista          | Dave Thomas                  | Johanna Stein                                             | 2014. június 11.     | 2014. október 19.   |
| 20. | The Day                                   | Nappal             | Dave Thomas                  | Ben Joseph                                                | 2014. június 16.     | 2014. október 5.    |
| 21. | The Night                                 | Éjszaka            | Eddie Trigueros              | Ben Joseph                                                | 2014. június 16.     | 2014. október 5.    |
| 22. | The Lonely Planet                         | A magányos bolygó  | Eddie Trigueros              | Johanna Stein                                             | 2014. június 17.     | 2014. október 25.   |
| 23. | The Brainstorm                            | Ötletelés          | Dave Thomas                  | Ben Joseph                                                | 2014. június 17.     | 2014. október 26.   |
| 24. | The Toddler                               | A csöppség         | Dave Thomas                  | Johanna Stein                                             | 2014. június 23.     | 2014. november 8.   |
| 25. | The Fancy Party                           | Az elegáns parti   | Eddie Trigueros              | Tim McKeon                                                | 2014. június 24.     | 2014. október 18.   |
| 26. | The Epic Quest of Unfathomable Difficulty | Az eposzi küldetés | Eddie Trigueros              | Francisco Angones, Amy Higgins                            | 2014. június 30.     | 2014. november 22.  |
| 27. | The Void                                  | Az üresség         | Dave Thomas                  | Ben Joseph                                                | 2014. június 30.     | 2014. november 22.  |
| 28. | The Party Animal                          | A parti-arc        | Eddie Trigueros              | Tim McKeon                                                | 2014. július 19.     | 2014. november 8.   |
| 29. | The Gift 2: The Giftening                 |                    | Eddie Trigueros              | Francisco Angones, Amy Higgins                            | 2014. október 4.     |                     |
| 30. | The Date                                  |                    | Eddie Trigueros              | Francisco Angones, Amy Higgins                            | 2014. október 17.    |                     |
| 31. | The Buddies                               |                    | Dave Thomas                  | Ben Joseph, Ryan Walls                                    | 2014. október 17.    |                     |
| 32. | The Liar                                  |                    | Dave Thomas                  | Mike Chapman, Francisco Angones Amy Higgins, Lauren Faust | 2014. november 7.    |                     |
| 33. | The Stray                                 |                    | Dave Thomas                  | Ben Joseph, Johanna Stein                                 | 2014. november 7.    |                     |
| 34. | The Big Job                               |                    | Eddie Trigueros              | Eric Rogers                                               | 2014. november 14.   |                     |
| 35. | The Helper                                |                    | Aaron Springer               | Aaron Springer                                            | 2014. november 14.   |                     |
| 36. | The Funk                                  | Depi               | Eddie Trigueros              | Darrick Bachman, Ben Joseph                               | 2014. november 25.   | 2015. november 30.  |
| 37. | The Enemies                               | Ellenségek         | Eddie Trigueros              | Ben Joseph                                                | 2014. november 25.   | 2015. november 30.  |
| 38. | The Rider                                 |                    | Dave Thomas Eddie Trigueros  | Francisco Angones, Amy Higgins, Ben Joseph                | 2014. november 28.   |                     |
| 39. | The Gift                                  |                    | Dave Thomas                  | Francisco Angones, Amy Higgins                            | 2014. december 4.    |                     |

### Rövidfilmek
| #   | Eredeti cím             | Magyar cím | Rendezte    | Írta                           | Eredeti premier    | Magyar premier |
| --- | ----------------------- | ---------- | ----------- | ------------------------------ | ------------------ | -------------- |
| 1.  | The First Take          |            | Dave Thomas | Todd Casey és Noelle Stevenson | 2015. július 20.   |                |
| 2.  | The Smile               |            | Dave Thomas | Todd Casey és Noelle Stevenson | 2015. július 21.   |                |
| 3.  | The Killjoy             |            | Dave Thomas | Todd Casey és Noelle Stevenson | 2015. július 22.   |                |
| 4.  | The Theme Song          |            | Dave Thomas | Todd Casey és Noelle Stevenson | 2015. július 23.   |                |
| 5.  | The Bathroom Break      |            | Dave Thomas | Todd Casey és Noelle Stevenson | 2015. július 24.   |                |
| 6.  | The Planetary Conqueror |            | Dave Thomas | Todd Casey és Noelle Stevenson | 2015. július 27.   |                |
| 7.  | The Sharpshooter        |            | Dave Thomas | Todd Casey és Noelle Stevenson | 2015. július 28.   |                |
| 8.  | The Glitch              |            | Dave Thomas | Todd Casey és Noelle Stevenson | 2015. július 29.   |                |
| 9.  | The Caller              |            | Dave Thomas | Todd Casey és Noelle Stevenson | 2015. július 30.   |                |
| 10. | The Whatever            |            | Dave Thomas | Todd Casey és Noelle Stevenson | 2015. július 31.   |                |
| 11. | The Big Finish          |            | Dave Thomas | Todd Casey és Noelle Stevenson | 2015. augusztus 3. |                |

### 2. évad
| #   | Eredeti cím                | Magyar cím | Rendezte                                      | Írta                                                          | Eredeti premier      | Magyar premier |
| --- | -------------------------- | ---------- | --------------------------------------------- | ------------------------------------------------------------- | -------------------- | -------------- |
| 1.  | The Greater Hater          |            | Dave Thomas Eddie Trigueros                   | Ben Joseph, Craig McCracken, Francisco Angones és Amy Higgins | 2015. augusztus 3.   |                |
| 2.  | The Big Day                |            | Dave Thomas                                   | Ben Joseph                                                    | 2015. augusztus 10.  |                |
| 3.  | The Breakfast              |            | Dave Thomas                                   | Amy Higgins és Craig McCracken                                | 2015. augusztus 10.  |                |
| 4.  | The Fremergency Fronfract  |            | Eddie Trigueros                               | Francisco Angones                                             | 2015. augusztus 17.  |                |
| 5.  | The Boy Wander             |            | Eddie Trigueros                               | Francisco Angones                                             | 2015. augusztus 17.  |                |
| 6.  | The Wanders                |            | Dave Thomas                                   | Scott Peterson & Craig McCracken                              | 2015. augusztus 31.  |                |
| 7.  | The Axe                    |            | Dave Thomas                                   | Mike Yank                                                     | 2015. augusztus 31.  |                |
| 8.  | The Loose Screw            |            | Eddie Trigueros                               | Amy Higgins & Craig McCracken                                 | 2015. szeptember 28. |                |
| 9.  | The It                     |            | Dave Thomas                                   | Francisco Angones                                             | 2015. szeptember 28. |                |
| 10. | The Cool Guy               |            | Eddie Trigueros                               | Todd Casey                                                    | 2015. október 12.    |                |
| 11. | The Catastrophe            |            | Dave Thomas                                   | Noelle Stevenson                                              | 2015. október 12.    |                |
| 12. | The Rager                  |            | Eddie Trigueros                               | Nate Federman & Craig McCracken                               | 2015. október 19.    |                |
| 13. | The Good Bad Guy           |            | Eddie Trigueros                               | Todd Casey                                                    | 2015. október 19.    |                |
| 14. | The Battle Royale          |            | Dave Thomas & Eddie Trigueros                 | Francisco Angones & Amy Higgins                               | 2015. október 26.    |                |
| 15. | The Matchmaker             |            | Eddie Trigueros                               | Amy Higgins                                                   | 2015. november 9.    |                |
| 16. | The New Toy                |            | Dave Thomas                                   | Ben Joseph                                                    | 2015. november 9.    |                |
| 17. | The Black Cube             |            | Dave Thomas                                   | Francisco Angones                                             | 2015. november 16.   |                |
| 18. | The Eye on the Skullship   |            | Eddie Trigueros                               | Todd Casey                                                    | 2015. november 16.   |                |
| 19. | The Secret Planet          |            | Eddie Trigueros                               | Noelle Stevenson                                              | 2016. január 25.     |                |
| 20. | The Bad Hatter             |            | Dave Thomas                                   | Sam Riegel                                                    | 2016. január 25.     |                |
| 21. | The Hole...Lotta Nuthin    |            | Eddie Trigueros                               | Todd Casey                                                    | 2016. február 1.     |                |
| 22. | The Show Stopper           |            | Dave Thomas                                   | Todd Casey                                                    | 2016. február 1.     |                |
| 23. | The Cartoon                |            | Benjamin Balistreri & Dave Thomas             | Ben Joseph                                                    | 2015. február 8.     |                |
| 24. | The Bot                    |            | Dave Thomas                                   | Noelle Stevenson                                              | 2015. február 8.     |                |
| 25. | The Family Reunion         |            | Eddie Trigueros                               | Amy Higgins                                                   | 2016. február 22.    |                |
| 26. | The Rival                  |            | Eddie Trigueros                               | Noelle Stevenson                                              | 2016. február 22.    |                |
| 27. | My Fair Hatey              |            | Dave Thomas, Eddie Trigueros & Justin Nichols | Andy Bean, Francisco Angones & Amy Higgins                    | 2016. február 29.    |                |
| 28. | The Legend                 |            | Dave Thomas                                   | Francisco Angones                                             | 2016. március 7.     |                |
| 29. | The Bad Neighbors          |            | Eddie Trigueros                               | Sam Riegel, Francisco Angones & Craig McCracken               | 2016. március 7.     |                |
| 30. | The Party Poopers          |            | Dave Thomas & Ben Balistreri                  | Todd Casey                                                    | 2016. április 4.     |                |
| 31. | The Waste of Time          |            | Eddie Trigueros                               | Rachel Vine                                                   | 2016. április 11.    |                |
| 32. | The Hot Shot               |            | Dave Thomas                                   | Amy Higgins, Francisco Angones & Craig McCracken              | 2016. május 30.      |                |
| 33. | The Night Out              |            | Eddie Trigueros                               | Noelle Stevenson                                              | 2016. május 30.      |                |
| 34. | The Search for Captain Tim |            | Eddie Trigueros                               | Francisco Angones                                             | 2016. június 6.      |                |
| 35. | The Heebie Jeebies         |            | Dave Thomas                                   | Todd Casey                                                    | 2016. június 6.      |                |
| 36. | The Sick Day               |            | Dave Thomas & Benjamin Balistreri             | Noelle Stevenson                                              | 2016. június 13.     |                |
| 37. | The Sky Guy                |            | Eddie Trigueros                               | Francisco Angones & Amy Higgins                               | 2016. június 13.     |                |
| 38. | The Robomechabotatron      |            | Dave Thomas                                   | Sam Riegel                                                    | 2016. június 20.     |                |
| 39. | The Flower                 |            | Eddie Trigueros                               | Rachel Vine                                                   | 2016. június 20.     |                |
| 40. | The End of the Galaxy      |            | Dave Thomas & Eddie Trigueros                 | Francisco Angones                                             | 2016. június 27.     |                |